# Pierre Antoine Delalande
Pierre Antoine Delalande (27. března 1787, Versailles – 27. června 1823, Paříž) byl francouzský přírodovědec a cestovatel.
Byl najat pařížským Národním muzeem přírodní historie jako sběratel vzorků. Za tímto účelem cestoval v roce 1816 do Brazílie a v letech 1818–1821 podnikl cestu po Jižní Africe, z které se vrátil s 13 405 vzorky, zejména rostlin. Ve sbírce bylo ovšem také 288 savců, 2205 ptáků, 322 ještěrů nebo 265 ryb.